# Чемпіонат Європи з легкої атлетики в приміщенні 1981
Чемпіонат Європи з легкої атлетики в приміщенні 1981 відбувся 21–22 лютого у гренобльському Палаці спорту на арені з довжиною кола 180 м.
Гренобль вдруге приймав європейський легкоатлетичний чемпіонат у приміщенні. Вперше це сталось у 1972.
Також вперше в історії чемпіонатів у програмі змагань була представлена спортивна ходьба. Чоловіки змагались на дистанції 5000 метрів.

## Призери

### Чоловіки
| Дисципліни            | Золото                      | Золото       | Срібло                   | Срібло   | Бронза                      | Бронза   |
| --------------------- | --------------------------- | ------------ | ------------------------ | -------- | --------------------------- | -------- |
| 50 метрів             | Мар'ян Воронін Польща       | 5,65 CR      | Володимир Муравйов СРСР  | 5,76     | Андрій Шляпников СРСР       | 5,77     |
| 400 метрів            | Андреас Кнебель НДР         | 46,52        | Мартін Вепплер ФРН       | 46,88    | Стефано Малінверні Італія   | 46,96    |
| 800 метрів            | Герберт Вурстхорн ФРН       | 1.47,70      | Андраш Пароцаї Угорщина  | 1.47,73  | Антоніо Паес Іспанія        | 1.48,31  |
| 1500 метрів           | Томас Вессінгхаге ФРН       | 3.42,64      | Уве Беккер ФРН           | 3.43,02  | Мирослав Жерковський Польща | 3.44,32  |
| 3000 метрів           | Александр Гонсалес Франція  | 7.22,71      | Євгеній Ігнатов Болгарія | —        | Валерій Абрамов СРСР        | —        |
| 50 метрів з бар'єрами | Арто Брюггаре Фінляндія     | 6,47 CR      | Хав'єр Морачо Іспанія    | 6,48     | Гі Дрю Франція              | 6,54     |
| Ходьба 5000 метрів    | Гартвіґ Ґаудер НДР          | 19.08,59     | Мауріціо Дамілано Італія | 19.13,90 | Жерар Лельєвр Франція       | 19.55,02 |
| Стрибки у висоту      | Роланд Дальхойзер Швейцарія | 2,28         | Карло Тренхардт ФРН      | 2,25     | Дітмар Мегенбург ФРН        | 2,25     |
| Стрибки з жердиною    | Тьєррі Віньєрон Франція     | 5,70 WIB CR  | Олександр Крупський СРСР | 5,65     | Жан-Мішель Белло Франція    | 5,65     |
| Стрибки у довжину     | Рольф Бернхард Швейцарія    | 8,01         | Антоніо Коргос Іспанія   | 7,97     | Шаміль Аббясов СРСР         | 7,95     |
| Потрійний стрибок     | Шаміль Аббясов СРСР         | 17,30 WIB CR | Клаус Кюблер ФРН         | 16,73    | Астон Мур Велика Британія   | 16,73    |
| Штовхання ядра        | Рейо Стольберг Фінляндія    | 19,88        | Люк В'юде Франція        | 19,41    | Златан Сарачевич Югославія  | 19,40    |

### Жінки
| Дисципліни            | Золото                             | Золото      | Срібло                            | Срібло  | Бронза                       | Бронза  |
| --------------------- | ---------------------------------- | ----------- | --------------------------------- | ------- | ---------------------------- | ------- |
| 50 метрів             | Софка Попова Болгарія              | 6,17 CR     | Лінда Хаглунд Швеція              | 6,17 CR | Маріта Кох НДР               | 6,19    |
| 400 метрів            | Ярміла Кратохвілова Чехословаччина | 50,07 CR    | Наталія Бочина СРСР               | 52,32   | Верона Елдер Велика Британія | 52,37   |
| 800 метрів            | Гільдегард Улльріх НДР             | 2.00,94     | Светла Златева Болгарія           | 2.01,37 | Ніколіна Штерева Болгарія    | 2.02,50 |
| 1500 метрів           | Аньєзе Поссамаї Італія             | 4.07,49     | Валентина Ільїних СРСР            | 4.08,17 | Любов Смолка СРСР            | 4.08,64 |
| 50 метрів з бар'єрами | Зофія Бельчик Польща               | 6,74 WIB CR | Марія Кеменчежі СРСР              | 6,80    | Тетяна Анисимова СРСР        | 6,81    |
| Стрибки у висоту      | Сара Сімеоні Італія                | 1,97 CR     | Ельжбета Кравчук Польща           | 1,94    | Урсула Келян Польща          | 1,94    |
| Стрибки у довжину     | Карін Генель ФРН                   | 6,77 WIB CR | Зігрід Гайман НДР                 | 6,66    | Ясмін Фішер ФРН              | 6,65    |
| Штовхання ядра        | Ілона Слюп'янек НДР                | 20,77       | Гелена Фібінгерова Чехословаччина | 20,64   | Гельма Кноршайдт НДР         | 20,12   |

## Медальний залік
| Місце                | Країна               | Золото | Срібло | Бронза | Загалом |
| -------------------- | -------------------- | ------ | ------ | ------ | ------- |
| 1                    | НДР                  | 4      | 1      | 2      | 7       |
| 2                    | ФРН                  | 3      | 4      | 2      | 9       |
| 3                    | Франція              | 2      | 1      | 3      | 6       |
| 4                    | Польща               | 2      | 1      | 2      | 5       |
| 5                    | Італія               | 2      | 1      | 1      | 4       |
| 6                    | Фінляндія            | 2      | 0      | 0      | 2       |
| 6                    | Швейцарія            | 2      | 0      | 0      | 2       |
| 8                    | СРСР                 | 1      | 5      | 5      | 11      |
| 9                    | Болгарія             | 1      | 2      | 1      | 4       |
| 10                   | Чехословаччина       | 1      | 1      | 0      | 2       |
| 11                   | Іспанія              | 0      | 2      | 1      | 3       |
| 12                   | Угорщина             | 0      | 1      | 0      | 1       |
| 12                   | Швеція               | 0      | 1      | 0      | 1       |
| 14                   | Велика Британія      | 0      | 0      | 2      | 2       |
| 15                   | Югославія            | 0      | 0      | 1      | 1       |
| Загалом (15 збірних) | Загалом (15 збірних) | 20     | 20     | 20     | 60      |

## Відео
- Відеозвіт на YouTube

## Виступ українців
| Чоловіки (1) | Чоловіки (1)      | Чоловіки (1) | Чоловіки (1) |
| Місце        | Атлет             | Дисципліна   | Результат    |
| ------------ | ----------------- | ------------ | ------------ |
|              | Олександр Черняєв | жердина      | 5,35         |

| Жінки (3) | Жінки (3)     | Жінки (3)  | Жінки (3) |
| Місце     | Атлетка       | Дисципліна | Результат |
| --------- | ------------- | ---------- | --------- |
| 3         | Любов Смолка  | 1500 м     | 4.08,64   |
|           | Тетяна Скачко | довжина    | 6,60      |
|           | Нуну Абашидзе | ядро       | 18,50     |